# György Klapka
György Klapka (Timișoara, 1820 – Budapest, 1892) è stato un patriota ungherese.

## Biografia
Generale della rivoluzione ungherese fino al 1849, ebbe importanti ruoli nelle battaglie contro l'Austria. Nel 1859 strinse con Camillo Benso un'alleanza per provocare insurrezioni antiaustriache nei Balcani e per la formazione della legione ungherese. Nel 1862 negò l'appoggio ad una richiesta di insurrezione avanzata da Giuseppe Garibaldi, ma fino al 1866 fomentò continue rivolte su ordine di Stefano Turr. 
Dopo la battaglia di Lissa Klapka strinse un'alleanza con Otto von Bismarck e formò una nuova legione ungherese, che fu però annientata dalle truppe austriache. Nel 1876 fu eletto deputato e divenne il braccio destro di Ferenc Deák. Lasciò vari scritti autobiografici.
Massone, trasferitosi per lavoro da Torino (dov'era in esilio e dove nel dicembre del 1862 figura tra i fondatori del Concistoro della Valle de Po) a Ginevra, vi fondò la Loggia massonica ungherese in esilio Ister  e in seguito a Budapest fondò  la loggia Mattia Corvino.  Insignito del 33º grado del Rito scozzese antico ed accettato.